# Дзюбенко Вадим Валерійович
Вади́м Вале́рійович Дзюбе́нко — підполковник Збройних сил України, командир ескадрильї Су-25 299-ї бригади тактичної авіації, Кульбакине, Миколаїв.

## Нагороди
19 липня 2014 року — за особисту мужність і героїзм, виявлені у захисті державного суверенітету та територіальної цілісності України, вірність військовій присязі під час російсько-української війни, відзначений — нагороджений орденом Богдана Хмельницького III ступеня.